# Maria Amalia Saksońska
Maria Amalia Krystyna Saksońska (ur. 24 listopada 1724 w Dreźnie, zm. 27 września 1760 w Madrycie) – królewna polska, księżniczka saska, królowa neapolitańska, sycylijska i hiszpańska.

## Życiorys
Urodziła się jako najstarsza córka Augusta III Sasa, elektora saskiego i króla Polski, i Marii Józefy Habsburżanki, córki cesarza Świętego Cesarstwa Rzymskiego Narodu Niemieckiego, króla Czech i Węgier Józefa I Habsburga.
19 czerwca 1738 w Dreźnie, w wieku 14 lat, poślubiła Karola VII, króla Neapolu (przyszłego króla Hiszpanii). Mimo że małżeństwo to zostało zaaranżowane, para była razem szczęśliwa i miało kilkanaścioro dzieci. Maria Amalia była humanistką. Zapoczątkowała produkcję porcelany w Neapolu i miała duży wpływ na kształt budowy pałacu królewskiego w Casercie oraz wykopaliska w Herkulanum. Paliła tytoń.
W 1759 zmarł bezdzietnie Ferdynand VI, król Hiszpanii, starszy brat męża Marii Amalii, i jej mąż został kolejnym królem Hiszpanii. Jeszcze tego samego roku, para opuściła Neapol i udała się do Madrytu, pozostawiając w Casercie kilkoro swoich dzieci. Ich najstarszy syn - Filip, książę Kalabrii, został odsunięty od dziedziczenia tronu z powodu choroby umysłowej, ale jego młodszy brat Ferdynand został kolejnym królem Neapolu. Drugi syn pary – Karol pojechał do Hiszpanii z rodzicami, gdzie zaczęto go przygotowywać do objęcia hiszpańskiego tronu po śmierci ojca. We wrześniu 1760, rok po przybyciu do Madrytu, Maria Amelia zmarła na zapalenie płuc. Jej mąż miał powiedzieć: "Po 22 latach małżeństwa, to jej pierwszy raz, kiedy Maria Amalia sprawiła mi przykrość" i nigdy ponownie się nie ożenił.

## Genealogia
| August II Mocny ur. 12 V 1670 zm. 1 II 1733 | August II Mocny ur. 12 V 1670 zm. 1 II 1733 |                                           |                                           | Krystyna Eberhardyna Hohenzollern ur. 29 XII 1671 zm. 5 IX 1727 | Krystyna Eberhardyna Hohenzollern ur. 29 XII 1671 zm. 5 IX 1727 |  |  | Józef I Habsburg ur. 26 VII 1678 zm. 17 IV 1711 | Józef I Habsburg ur. 26 VII 1678 zm. 17 IV 1711 |                                                         |                                                         | Wilhelmina Amalia Welf ur. 21 IV 1673 zm. 10 IV 1742 | Wilhelmina Amalia Welf ur. 21 IV 1673 zm. 10 IV 1742 |
|                                             |                                             |                                           |                                           |                                                                 |                                                                 |  |  |                                                 |                                                 |                                                         |                                                         |                                                      |                                                      |
|                                             |                                             |                                           |                                           |                                                                 |                                                                 |  |  |                                                 |                                                 |                                                         |                                                         |                                                      |                                                      |
|                                             |                                             | August III Sas ur. 17 X 1696 zm. 5 X 1762 | August III Sas ur. 17 X 1696 zm. 5 X 1762 |                                                                 |                                                                 |  |  |                                                 |                                                 | Maria Józefa Habsburżanka ur. 8 XII 1699 zm. 17 XI 1757 | Maria Józefa Habsburżanka ur. 8 XII 1699 zm. 17 XI 1757 |                                                      |                                                      |
|                                             |                                             |                                           |                                           |                                                                 |                                                                 |  |  |                                                 |                                                 |                                                         |                                                         |                                                      |                                                      |
|                                             |                                             |                                           |                                           |                                                                 |                                                                 |  |  |                                                 |                                                 |                                                         |                                                         |                                                      |                                                      |
|                                             |                                             |                                           |                                           |                                                                 |                                                                 |  |  |                                                 |                                                 |                                                         |                                                         |                                                      |                                                      |

|                                           |                                           | Karol III Hiszpański ur. 20 I 1716 zm. 14 XII 1788 OO 19 VI 1738 | Karol III Hiszpański ur. 20 I 1716 zm. 14 XII 1788 OO 19 VI 1738 | Maria Amalia Wettyn ur. 24 XI 1724 zm. 27 IX 1760 | Maria Amalia Wettyn ur. 24 XI 1724 zm. 27 IX 1760 |                                            |                                            |                                               |                                               |
|                                           |                                           |                                                                  |                                                                  |                                                   |                                                   |                                            |                                            |                                               |                                               |
|                                           |                                           |                                                                  |                                                                  |                                                   |                                                   |                                            |                                            |                                               |                                               |
|                                           |                                           |                                                                  |                                                                  |                                                   |                                                   |                                            |                                            |                                               |                                               |
| Maria Izabela ur. 6 IX 1740 zm. 1 XI 1742 | Maria Izabela ur. 6 IX 1740 zm. 1 XI 1742 | Maria Józefa ur. 20 I 1742 zm. 3 IV 1742                         | Maria Józefa ur. 20 I 1742 zm. 3 IV 1742                         | Maria Izabela ur. 30 IV 1743 zm. 5 III 1749       | Maria Izabela ur. 30 IV 1743 zm. 5 III 1749       | Maria Józefa ur. 6 VII 1744 zm. 8 XII 1801 | Maria Józefa ur. 6 VII 1744 zm. 8 XII 1801 | Maria Ludwika 1) ur. 24 XI 1745 zm. 15 V 1792 | Maria Ludwika 1) ur. 24 XI 1745 zm. 15 V 1792 |
|                                           |                                           |                                                                  |                                                                  |                                                   |                                                   |                                            |                                            |                                               |                                               |
| Filip ur. 13 VI 1747 zm. 19 IX 1777       | Filip ur. 13 VI 1747 zm. 19 IX 1777       | Karol IV ur. 11 XI 1748 zm. 20 I 1819                            | Karol IV ur. 11 XI 1748 zm. 20 I 1819                            | Maria Teresa ur. 29 XI 1749 zm. 30 IV 1750        | Maria Teresa ur. 29 XI 1749 zm. 30 IV 1750        | Ferdynand I ur. 12 I 1751 zm. 4 I 1825     | Ferdynand I ur. 12 I 1751 zm. 4 I 1825     | Gabriel ur. 11 V 1752 zm. 23 XI 1788          | Gabriel ur. 11 V 1752 zm. 23 XI 1788          |
|                                           |                                           |                                                                  |                                                                  |                                                   |                                                   |                                            |                                            |                                               |                                               |
| Maria Anna ur. 3 VII 1754 zm. 11 V 1755   | Maria Anna ur. 3 VII 1754 zm. 11 V 1755   | Antoni ur. 31 XII 1755 zm. 20 IV 1817                            | Antoni ur. 31 XII 1755 zm. 20 IV 1817                            | Franciszek ur. 17 II 1757 zm. 10 IV 1771          | Franciszek ur. 17 II 1757 zm. 10 IV 1771          |                                            |                                            |                                               |                                               |

1. żona Leopolda II Habsburga